# Playstation Network
Playstation Network (förkortning: PSN) är det japanska företaget Sony Computer Entertainments nätverkstjänster och spelportaler avsedda att nyttjas tillsammans med en Playstation 3 (4, 5) eller en Playstation Portable. Playstation Network innehåller bland annat Playstation Store. I februari 2009 hade 20,5 miljoner personer registrerat ett konto till Playstation Network och 273 miljoner nedladdningar hade gjorts.

## Registrering
Registrering till Playstation Network görs med en Playstation 3, Playstation 4, Playstation Vita, Playstation Portable eller en PC. Det finns två olika typer av konton som man kan skapa, ett Master account eller ett Sub account. Ett "Master account" gör så att användaren får full tillgång till alla inställningar, men personen i fråga måste vara över 18 år gammal för att få skapa ett konto. Ett "Sub account" kan skapas efter ett "Master account" har skapats och personen får då vissa begränsningar i några inställningar.
Eftersom de olika kontona inte är sammanbundna med serienumret till Playstation 3-spelkonsolen så kan användare köpa och sälja begagnade spelkonsoler utan att deras prestationer som de har samlat på sig försvinner. Därför kan också en spelkonsol innehålla flera olika "Master accounts". Registrering till Playstation Network behövs för att kunna få tillgång till Playstation Store, men genom ett gäst-konto så kan en användare använda sitt användarkonto till att ladda ner föremål till någon annans spelkonsol. Ett användarkonto behövs inte för att få tillgång till spelkonsolens webbläsare.
Playstation Network startade i november 2006 samtidigt som Playstation 3 släpptes i Nordamerika och Japan. På grund av förseningen av släppet av Playstation 3 i Europa skapade Sony ett system som tillät användare att skapa sitt konto i förväg via en PC, i avsikt att användarna kunde reservera ett användarnamn.

## Tjänster
Den 15 maj 2006 tillkännagav Sony sina internettjänster till Playstation 3, där det kallades "PlayStation Network Platform". Vid TGS 2006 tillkännagavs alla tjänster till Playstation Network.
Följande lista innehåller alla tjänster till Playstation Network;
Användarkonto
- Registrering till "Master/Sub accounts"
- Inloggnings ID/Profiler
- Flyttbar ID, en användarprofil som är liknande Xbox 360:s Gamercard

Kommunikation/Community
- "Lobbies"/"Matchmaking" som används för att smidigare kunna spela multiplayer-matcher
- Poäng/Ranking, används för att jämföra sina prestationer med andra spelares prestationer
- Trophies ges till spelaren när personen har klarat mål i vissa spel
- Avatarer
- En vänlista som har plats för upp till 100 vänner
- Röst/Video Chating (Ett Bluetooth eller ett USB Headset respektive en webbkamera, en PlayStation Eye eller en Eye Toy behövs dock för dessa tjänster)
- Snabbmeddelanden-funktioner
- Webbläsare och Googles sökmotor
- Playstation Home

Handel/Underhållning
- Playstation Store
- Qore (finns endast i Nordamerika)
- PlayStation Official Magazine HD (finns endast i Europa)
- VidZone (finns endast i Europa & Australien)

## Playstation Store
Playstation Store är en nätbutik till Playstation Network. All handel i Playstation Store sker med antingen lokal valuta eller med ett så kallat "PlayStation Network Card". Playstation Store uppdateras nästan varje torsdag med nytt innehåll som till exempel speltrailers, filmtrailers, speldemos, spel, utbyggnader till spel med mera.

## Playstation Home
Playstation Home (oftast Home) är en del av Playstation Network och har varit i produktion sedan 2005. Home låter spelaren skapa sin egen avatar till sin Playstation 3-konsol. Denna avatar får sin egen virtuella lägenhet, som kan utsmyckas med föremål som användaren kan få på flera sätt. I framtiden kommer tjänsten att utvidgas, och kommer att ge användaren tillgång till större lägenheter och nya slags kläder och så vidare. Sony vill ge personer verktyg att skapa sina egna saker, men de vill samtidigt att yngre personer ska känna sig bekväma. Home blev tillkännagivet den 7 mars 2007 under Game Developers Conference. En öppen beta släpptes den 11 december 2008. Det är inte känt när den slutgiltiga versionen av Home släpps.

## Trophies
"Trophies" är ett belöningssystem som introducerades i version 2.40 av Playstation 3:s systemprogramvara.
Det finns fyra olika typer av trophies; brons, silver, guld och platina. Varje förtjänad trophy gör att spelaren får poäng som i sin tur gör att spelaren går upp i nivåer. Guld-trophies ger spelaren fler poäng än vad silver-trophies ger och silver-trophies ger fler poäng än vad brons-trophies ger. Platina-trophy låses upp när alla andra trophies har låsts upp. Dock har inte alla Playstation 3-spel platina-trophies. Trophies visas på spelarens Playstation Network profilsida, som också visar spelarens nivå.
Den 20 november 2008 tillkännagav Sony att stöd för trophies skulle bli obligatoriskt för alla spel som släpps från januari 2009 och framåt.

## Life with Playstation
Den 18 september 2008 ändrade Playstation 3:s Folding@home-tillägg namn till Life with PlayStation. Utöver den redan befintliga Folding@home-funktionaliteten i Playstation 3, så ger tillägget användaren tillgång till olika kanaler. De olika kanalerna är bland annat Live Channel som visar nyhetsrubriker och väderinformation på en glob i 3D-format. Användarna kan rotera och zooma in på globen hur de vill. Informationen ges ut av Google News, The Weather Channel och  University of Wisconsin-Madison med flera. I november 2012 togs funktionen bort.

## Tillgång
Det finns 55 länder som har tillgång till Playstation Network.
| - Australien - Argentina - Bahrain - Belgien - Brasilien - Chile - Colombia - Cypern - Danmark - Finland - Frankrike - Grekland - Hongkong - Island - Indien | - Indonesien - Irland - Italien - Japan - Kanada - Kroatien - Kuwait - Libanon - Luxemburg - Malaysia - Malta - Mexiko - Nederländerna - Nya Zeeland - Norge | - Oman - Peru - Polen - Portugal - Qatar - Ryssland - Saudiarabien - Singapore - Slovakien - Slovenien - Spanien - Storbritannien - Sverige - Sydafrika - Sydkorea | - Schweiz - Taiwan - Thailand - Turkiet - Förenade arabemiraten - USA |

## Angrepp
Den 20 april 2011 angreps Playstation Network genom en hackerattack. Attacken resulterade i att angriparna kom över information till över 77 miljoner konton. Detta resulterade i att Sony stängde ner tjänsten samtidigt som man arbetade med bland annat säkerheten och utredningen kring attacken. Många anklagade Sony för att deras säkerhet hade stora brister, alla användaruppgifter var i okrypterat format. Den 14 maj 2011 började Sony starta delar av tjänsterna i olika länder på en land-för-land basis.